# Phaonia fuscicauda
Phaonia fuscicauda este o specie de muște din genul Phaonia, familia Muscidae, descrisă de Malloch în anul 1918. Conform Catalogue of Life specia Phaonia fuscicauda nu are subspecii cunoscute.